# Templo de Serápis (Roma)

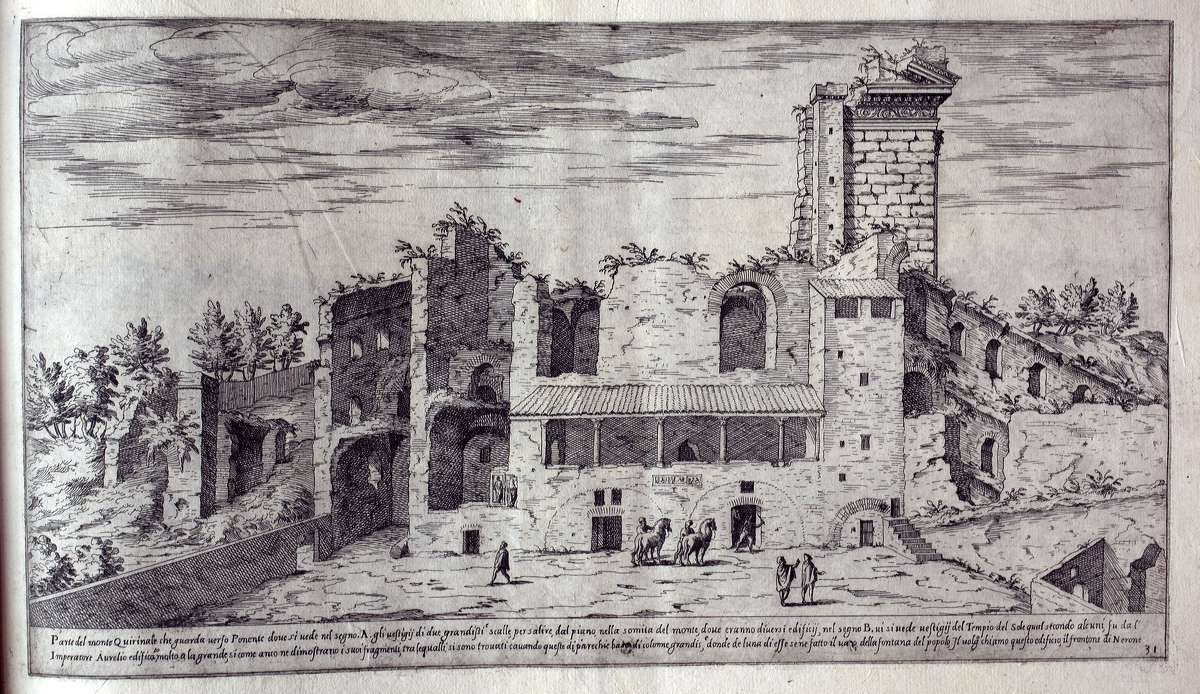
Gravura de Étienne Dupérac (1575) mostrando as ruínas e um dos edifícios do Palazzo Colonna construído sobre elas.

Templo de Serápis, conhecido também como Serapeu de Roma, era um grande e suntuoso templo dedicado ao deus Serápis que ficava localizado no monte Quirinal, no rione Trevi de Roma. Os poucos restos que ainda existem são visíveis hoje entre o Palazzo Colonna e a Pontifícia Universidade Gregoriana, no Jardim do Palácio Colonna.

## História

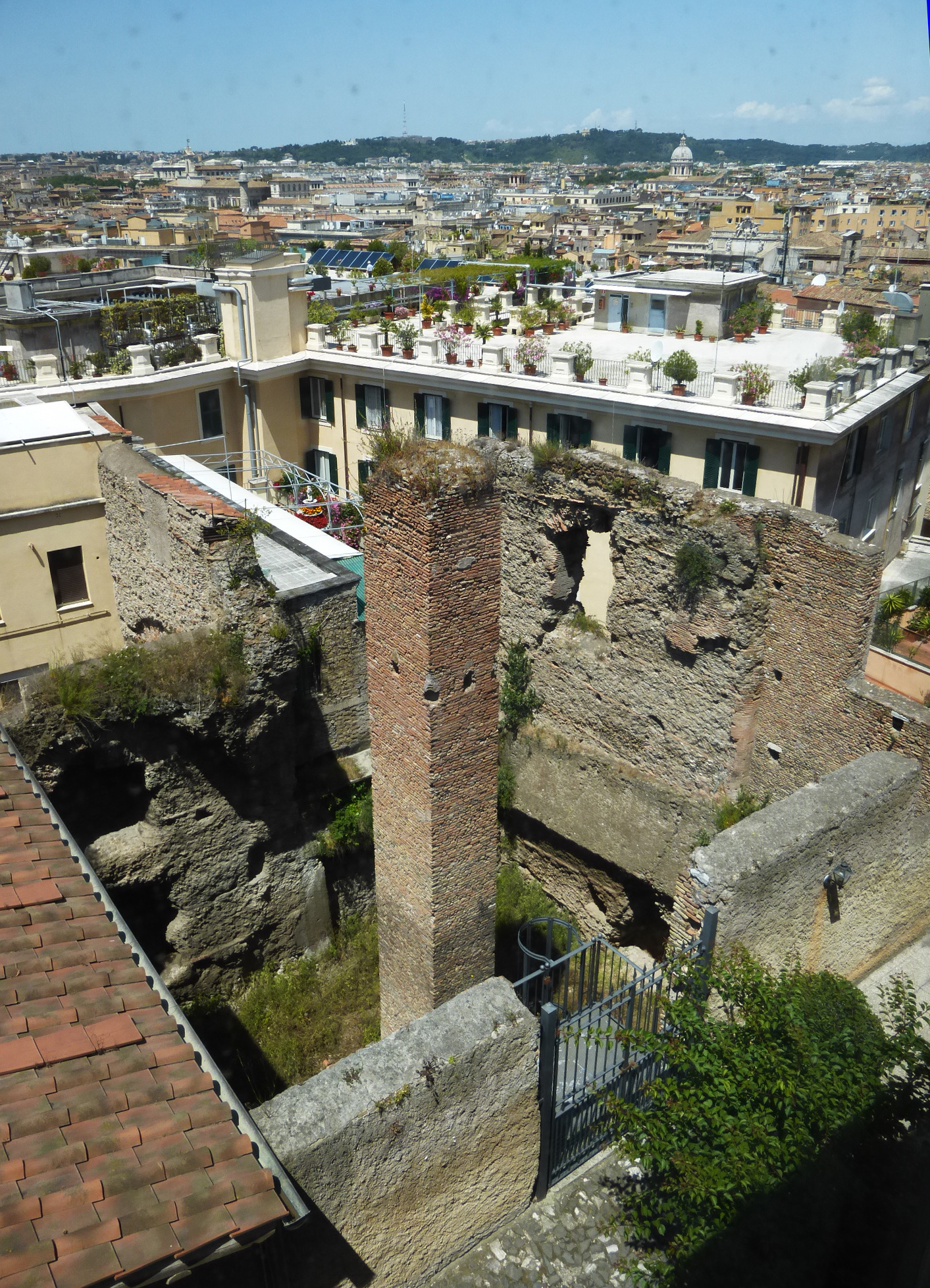
Imagem das ruínas hoje no local.

O santuário, que ficava entre as modernas Piazza della Pilotta e a Piazza del Quirinale, foi dedicado pelo imperador romano Caracala na encosta ocidental do Quirinal segundo uma inscrição e era um dos maiores e mais ricos de Roma, ocupando uma área de 13 320 m2 (135 x 98 metros). É provável que ele tenha sido uma reconstrução da sobre uma fundação anterior de um santuário dinástico da Dinastia flávia.

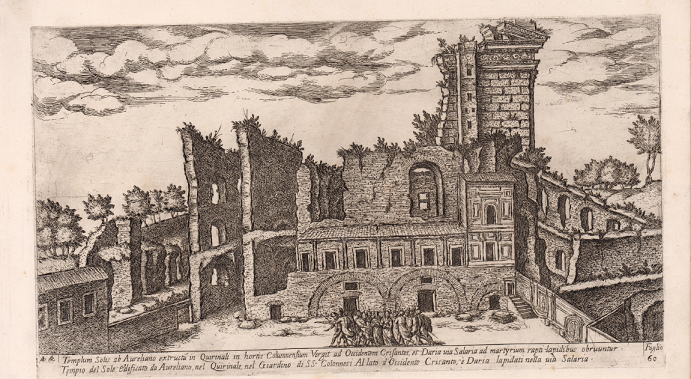
Ruínas no local em 1616 num gravura de Aloisio Giovannolli.

A proibição de todos os cultos pagãos no Império Bizantino forçado pelos Decretos teodosianos no final do século IV acabou com o culto de Serápis e de Ísis em Roma e contribuiu para transformar o monte Quirinal em uma gigantesca pedreira para recuperação de mármores preciosos e de outros elementos arquitetônicos ricamente trabalhados: restos do templo foram recuperados até a Piazza del Grillo e a Via dei Due Macelli. Segundo Pirro Ligorio, foi no terreno onde ficava o templo que foi construída a igreja de San Silvestro al Quirinale.
A família Colonna incorporou as ruínas do templo em seu próprio complexo de fortificações ainda na Idade Média. Construíram ao lado das antigas paredes uma torre conhecida como Torre Mesa (ou mezza, provavelmente por estar muito inclinada) . No século XVI acreditava-se que o imperador Nero teria assistido o incêndio de 64 d.C. a partir desta torre (e não da torre que ficava no Jardim de Mecenas, no Esquilino, como se acredita atualmente). 
As ruínas do templo e a Torre Mesa foram demolidas pelo duque Filippo I Colonna em 1630 para que ele pudesse aproveitar os materiais. Foi só então que se descobriu que o entablamento havia sido esculpido a partir de um único bloco de mármore (que se partiu em dois durante a queda). Um deles, com cerca de 100 toneladas e mais de 34 metros m3, é o maior existente em Roma. O tamanho era tal que Filippo Colonna os deixou no local, no meio do jardim do palácio. São também deste templo as duas estátuas de deuses fluviais — Nilo e o Tibre — que foram colocadas por Michelângelo na frente do Palazzo Senatorio em sua Piazza del Campidoglio.

## Descrição

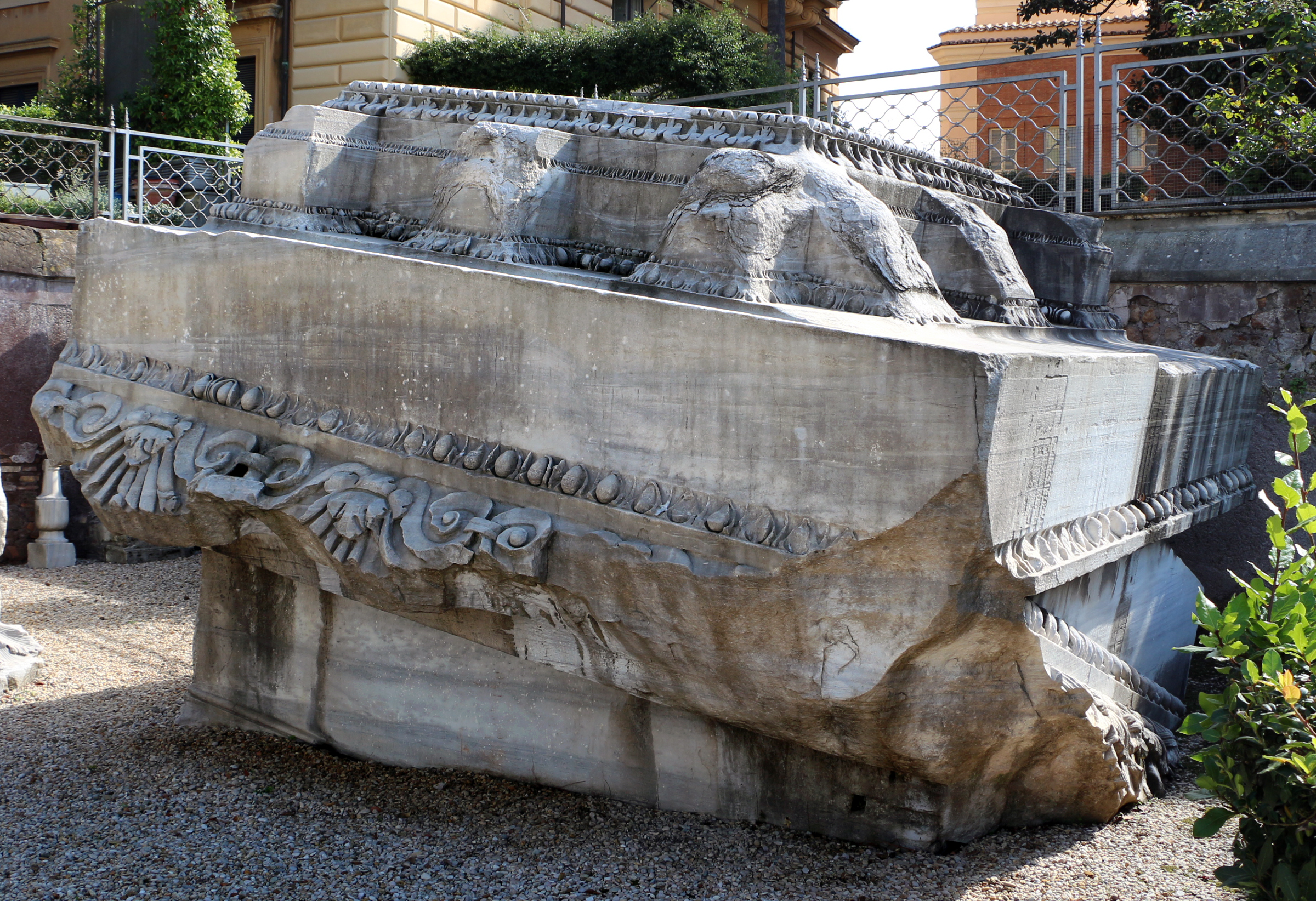
Resto de uma coluna ainda hoje no Jardim do Palácio Colonna.

O Serapeu era composto por um grande pátio colunado e pelo santuário propriamente dito, decorado com estátuas e obeliscos. A partir de uma grandiosa escadaria se chegava ao edifício, que ficava no alto de uma elevação natural. As colunas tinham 21,17 metros de altura e cerca de dois metros de diâmetro cada uma.